# Erophylla bombifrons
Erophylla bombifrons is een zoogdier uit de familie van de bladneusvleermuizen van de Nieuwe Wereld (Phyllostomidae). De wetenschappelijke naam van de soort werd voor het eerst geldig gepubliceerd door Miller in 1899.

## Voorkomen
De soort komt voor in Puerto Rico, Haïti en de Dominicaanse Republiek.